# Agapanthia annularis
Agapanthia annularis es una especie de escarabajo del género Agapanthia, familia Cerambycidae. Fue descrita científicamente por Olivier en 1795.
Habita en Argelia, Egipto, España, Libia, Marruecos, Portugal y Túnez. Esta especie mide aproximadamente 7-15 mm y su período de vuelo ocurre en los meses de abril, mayo y junio.